# Parlamento italiano
Il Parlamento italiano, nell'ordinamento della Repubblica Italiana, è l'organo costituzionale cui è attribuito l'esercizio della funzione legislativa. Ha una struttura di tipo bicamerale, componendosi della Camera dei deputati e del Senato della Repubblica ed è contemplato dal Titolo I della parte seconda della Costituzione; nell'Italia monarchica si articolava, secondo quanto previsto dallo Statuto Albertino, in Camera dei deputati e Senato del Regno.

## Storia
Nel quadro tracciato dallo Statuto Albertino il Parlamento del Regno di Sardegna si componeva della Camera dei deputati e del Senato Subalpino. La forma di governo dello Stato sabaudo si caratterizzava come una monarchia costituzionale pura, dal momento che la responsabilità politica del Governo era circoscritta ai soli rapporti con la corona, mentre la funzione legislativa era esercitata congiuntamente dalle camere e dal re, depositario del potere di sanzione. Le prerogative regie furono peraltro ridimensionate dalla prassi parlamentare, che segnò il passaggio ad una monarchia costituzionale di tipo dualista: il Governo, infatti, divenne politicamente responsabile anche nei confronti del Parlamento.
Dopo la proclamazione del Regno d'Italia, nel 1861, l'architettura istituzionale del Regno di Sardegna fu mantenuta nelle sue linee essenziali; il numero delle legislature della nuova Camera dei deputati del Regno d'Italia fu mantenuto e lo stesso Senato del Regno rappresentava il diretto successore del Senato Subalpino.
La crisi di fine secolo e la persistente conflittualità tra Camera dei deputati e governo indussero le componenti conservatrici a ergersi a difesa delle originarie prerogative della corona: tali prese di posizione furono sviluppate in un celebre articolo di Sidney Sonnino, Torniamo allo Statuto, pubblicato nel 1897.
La continuità, anche sotto il profilo formale, fu spezzata soltanto nel 1939, quando la Camera dei deputati fu sostituita dalla Camera dei fasci e delle corporazioni fino al 1943.
Nel periodo della transizione costituzionale la funzione legislativa fu esercitata da un'assemblea non elettiva, la Consulta nazionale (settembre 1945-giugno 1946), per essere poi ripresa dall'Assemblea costituente e, dopo l'entrata in vigore della Costituzione, dalle nuove Camere del parlamento repubblicano.

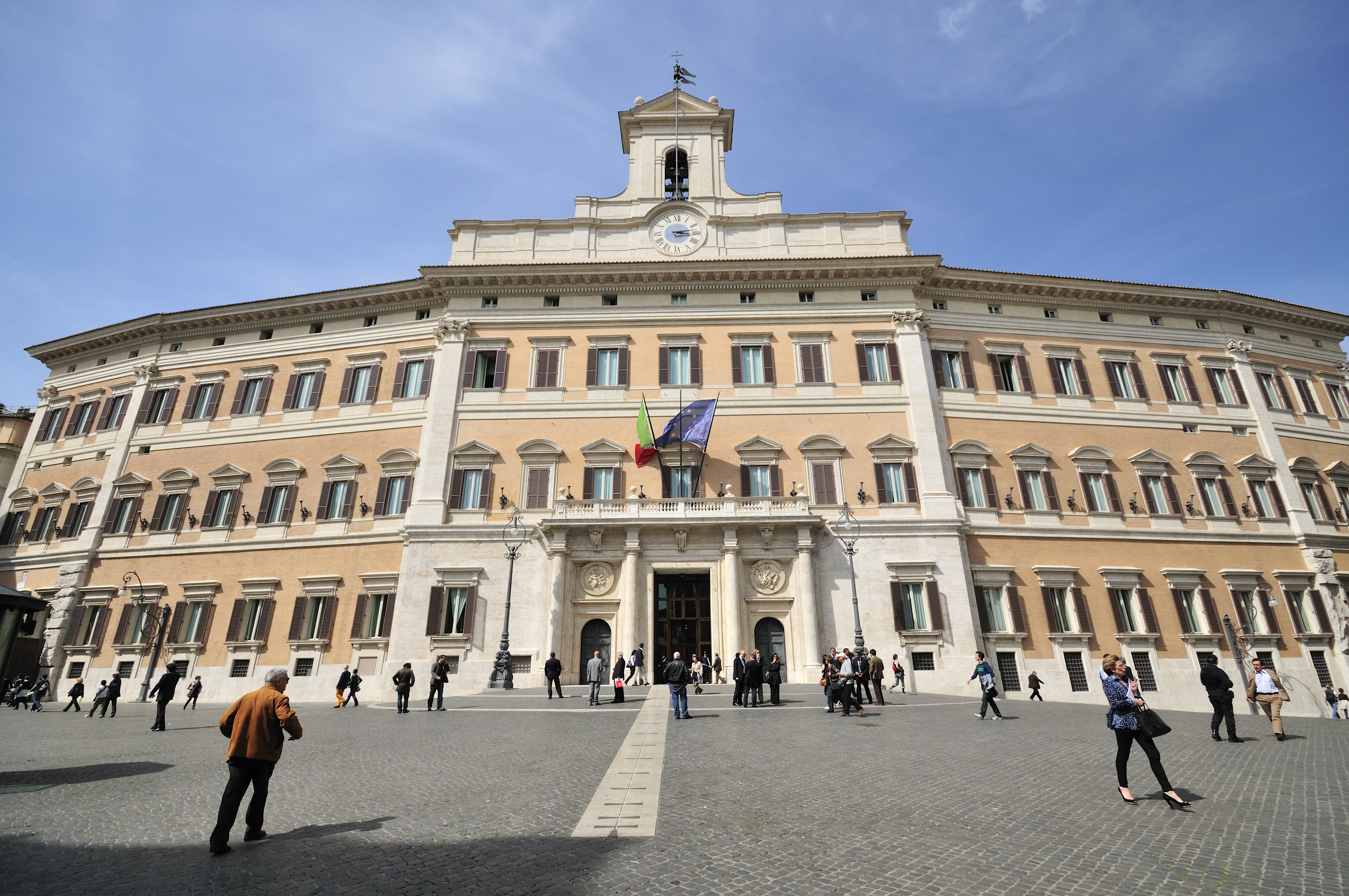
Il Palazzo Montecitorio ospita la Camera dei deputati della Repubblica Italiana, uno dei due rami del parlamento.

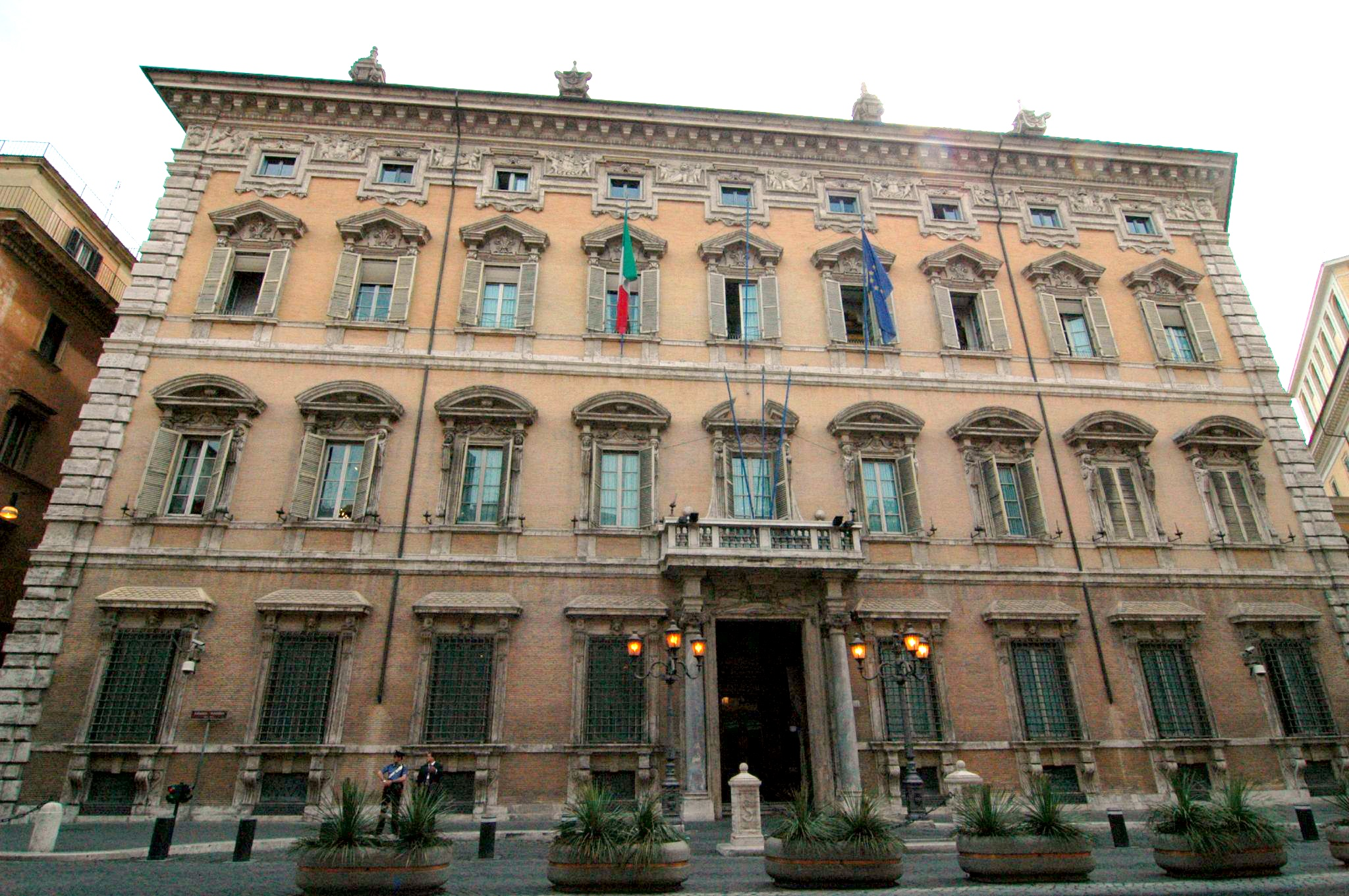
Palazzo Madama, sede del Senato della Repubblica.

| Data      | Costituzione                           | Camera alta             | Camera bassa                          |
| --------- | -------------------------------------- | ----------------------- | ------------------------------------- |
| 1848-1861 | Statuto Albertino                      | Senato Subalpino        | Camera dei deputati                   |
| 1861-1939 | Statuto Albertino                      | Senato del Regno        | Camera dei deputati                   |
| 1939-1943 | Statuto Albertino                      | Senato del Regno        | Camera dei fasci e delle corporazioni |
| 1943-1945 | Periodo costituzionale transitorio     | -                       | -                                     |
| 1945-1946 | Periodo costituzionale transitorio     | Consulta nazionale      | Consulta nazionale                    |
| 1946-1948 | Periodo costituzionale transitorio     | Assemblea Costituente   | Assemblea Costituente                 |
| dal 1948  | Costituzione della Repubblica Italiana | Senato della Repubblica | Camera dei deputati                   |

## Composizione
Dal 2022, il Parlamento italiano è composto di 400 deputati e 200 senatori eletti a suffragio universale dai cittadini maggiorenni, cui si aggiungono i senatori a vita (di diritto i presidenti emeriti della Repubblica e fino a cinque nominati per altissimi meriti nel campo sociale, scientifico, artistico e letterario).
A partire dall'istituzione della Repubblica, tale numero è tuttavia variato. Dopo il referendum istituzionale del 1946, il Parlamento ha operato per un biennio in condizioni di monocameralismo, con la sola Assemblea Costituente composta da 556 membri eletti. La Costituzione repubblicana, nel frattempo promulgata, assunse il principio di proporzionalità fra il numero dei membri dei due rami del Parlamento e la popolazione residente, prevedendo l'elezione di un deputato ogni 80.000 abitanti e un senatore ogni 200.000. Tale proporzione fu adottata per le prime tre legislature, tra il 1948 e il 1963, alle quali si aggiunsero i senatori a vita e - limitatamente alla I legislatura - anche 107 senatori di diritto, come stabilito dalla III disposizione transitoria e finale della Costituzione.
Con la legge costituzionale n. 2 del 1963 il numero di parlamentari eletti venne fissato in modo che la Camera dei deputati comprendesse 630 membri eletti da tutti i cittadini maggiorenni, fra i maggiori di 25 anni, e il Senato 315 membri eletti dai cittadini che avessero compiuto 25 anni, tra i maggiori di 40 anni, cui si aggiungevano i senatori a vita. Nella storia del Parlamento italiano i senatori a vita, tra quelli di diritto e quelli di nomina presidenziale, sono stati in numero variabile, raggiungendo negli anni novanta anche le 11 unità.
Col tempo, nell'opinione pubblica si sono diffuse valutazioni negative sull'efficienza del sistema parlamentare italiano, in termini di costi, efficacia e celerità della produzione legislativa ed effettiva partecipazione alle attività delle Camere. Tali opinioni hanno a più riprese promosso iniziative di riduzione del numero di parlamentari, almeno a partire dal 2008, nella XVI legislatura. Solo nel 2019, tuttavia, i due rami del Parlamento hanno approvato un disegno di legge costituzionale per ridurre a 400 e 200 il numero di deputati e di senatori eletti. La riforma, sottoposta a referendum confermativo a settembre 2020, è stata approvata con il 70% dei voti ed è divenuta legge costituzionale n. 1/2020, con efficacia a partire dalla successiva XIX legislatura. Inoltre la legge costituzionale n. 1/2021 ha abbassato l'elettorato attivo per il Senato a 18 anni come per le altre elezioni.

## Durata del mandato
La durata del mandato parlamentare è regolata dalla Costituzione e prevede per ciascun ramo del Parlamento il rinnovo nella sua interezza. È però concessa al Presidente della Repubblica la facoltà di sciogliere anticipatamente una o entrambe le Camere, sentiti i rispettivi presidenti. La prerogativa dello scioglimento anticipato è comunque limitata nel corso del cosiddetto semestre bianco, ossia negli ultimi sei mesi del mandato del presidente della Repubblica. La prassi sviluppatasi vede lo scioglimento come uno strumento da utilizzarsi solo ove non sia possibile instaurare un rapporto fiduciario tra il Parlamento e il governo.
Inizialmente, la Costituzione attribuiva una diversa durata per Camera dei deputati e Senato della Repubblica, la prima con un mandato quinquennale e il secondo con uno di sei anni. Nelle prime legislature, tuttavia, i presidenti della Repubblica hanno sempre optato per lo scioglimento del Senato con un anno di anticipo in concomitanza con la scadenza naturale della Camera. Tale prassi venne tuttavia recepita formalmente con la legge costituzionale n. 2 del 1963, per effetto della quale a partire dalla IV legislatura entrambe le Camere sono elette per un mandato di cinque anni (periodo denominato con il termine legislatura), salvo scioglimento anticipato, e non possono essere prorogate se non in caso di guerra.
Le Camere restano in carica fino alla prima riunione delle nuove Camere per evitare un possibile vuoto legislativo (istituto della prorogatio, da non confondere con la proroga, che, come detto, avviene esclusivamente qualora venga deliberato lo stato di guerra). La prima riunione delle nuove Camere deve avvenire entro i 20 giorni successivi alle elezioni, che, a loro volta, devono svolgersi entro 70 giorni dalla fine della legislatura.

## Organizzazione interna
La disciplina dell'organizzazione del Parlamento e delle Camere è dettata, innanzitutto, dalla Costituzione e dai regolamenti parlamentari (a favore dei quali esiste una riserva prevista dalla stessa Carta costituzionale).
Organi necessari (in quanto previsti direttamente dal testo) sono il presidente, l'ufficio di presidenza e le commissioni (permanenti). A questi si affiancano altri organi previsti dai regolamenti (gruppi, proiezione parlamentare dei partiti, e giunte, con funzioni tecniche; ma anche la conferenza dei capigruppo, cui spetta la competenza di fissare il programma e il calendario dei lavori), da deliberazioni delle Camere o da leggi (che assumono spesso la forma di commissione, monocamerale o bicamerale). L'ufficio di presidenza della Camera e il consiglio di presidenza del Senato rappresentano tutti i gruppi parlamentari. Hanno compiti amministrativi e compiti che riguardano la disciplina interna e l'organizzazione. In riferimento alle funzioni amministrative interne, l'ufficio e il consiglio di presidenza godono del potere regolamentare e decidono sui ricorsi contro gli atti dell'amministrazione della Camera (art. 12 r.c. e r.s.).
In virtù del principio di rappresentatività, sono le stesse Camere a giudicare dei titoli di ammissione dei loro membri (con decisione assunta dall'assemblea su proposta della giunta per le elezioni). Sempre per lo stesso principio, perché possano esprimere legittimamente una decisione è necessaria la presenza della maggioranza dei membri del collegio (quorum strutturale, che si presume esistente salvo verifica), e la decisione stessa si assume approvata quando gode del voto favorevole della maggioranza dei voti espressi (quorum funzionale; con diverse norme, alla Camera e al Senato, circa il computo degli astenuti). Gli astenuti al Senato vengono considerati votanti, mentre alla Camera no. In ipotesi tassativamente indicate dalla Costituzione (e accomunate dall'espressione di una funzione parlamentare diversa da quella di indirizzo politico, e genericamente qualificabile come garanzia), si richiedono maggioranze qualificate, ossia superiori alla maggioranza dei votanti.
Dal principio di rappresentatività (e dal principio di sovranità popolare) deriva inoltre la pubblicità delle sedute. Delle sedute dell'assemblea, infatti, è redatto resoconto sommario e stenografico, e sono attrezzate apposite tribune per ospitare il pubblico. Delle sedute delle commissioni, invece, è redatto solo un resoconto sommario (pubblicato sul Bollettino delle giunte e delle commissioni), ed è possibile seguire lo svolgimento dei loro lavori mediante un sistema audiovisivo a circuito chiuso. Al contrario, il verbale di seduta è documento riservato (la cui visione fu negata, nel 1959, anche alla Corte costituzionale). Tuttavia, resta sempre pubblico – viene letto all'inizio della successiva seduta – il processo verbale di ogni riunione, che viene redatto, salvo diversa esplicita disposizione, anche per le sedute segrete, delle quali non si redigono i resoconti; l'organo che si riunisce in maniera segreta può comunque deliberare che non vi sia processo verbale.

## Rappresentazione grafica
Dalla XVIII legislatura l'elezione delle due camere è regolata dalla legge elettorale del 2017.
| Camera dei deputati | Camera dei deputati                      | Camera dei deputati | Camera dei deputati | Senato della Repubblica | Senato della Repubblica                  | Senato della Repubblica | Senato della Repubblica |
|                     |                                          |                     |                     |                         |                                          |                         |                         |
| Metodo di elezione  | Metodo di elezione                       | Seggi               | Perc.               | Metodo di elezione      | Metodo di elezione                       | Seggi                   | Perc.                   |
|                     | Maggioritario a turno unico              | 147                 | 37%                 |                         | Maggioritario a turno unico              | 74                      | 37%                     |
|                     | Proporzionale (con sbarramento al 3%)    | 245                 | 61%                 |                         | Proporzionale (con sbarramento al 3%)    | 122                     | 61%                     |
|                     | Voto degli italiani residenti all'estero | 8                   | 2%                  |                         | Voto degli italiani residenti all'estero | 4                       | 2%                      |

## Prerogative
Le Camere del Parlamento italiano godono di particolari prerogative, a garanzia della propria autonomia rispetto agli altri poteri dello Stato:
- Autonomia regolamentare: ogni Camera redige e approva autonomamente un regolamento che sovrintende ai propri lavori. Limiti a tale regolamentazione sono stati prefigurati dalla Corte costituzionale nella sentenza n. 120 del 2014[4] anche perché il suo ambito ha coperto in Italia materie assai varie[5], in virtù dell'autocrinia del Parlamento[N 10].
- Autonomia finanziaria: le Camere decidono autonomamente l'ammontare delle risorse necessarie allo svolgimento delle proprie funzioni. La stessa giurisprudenza costituzionale ne ha fornito una legittimazione, quanto meno in ordine alla sottrazione dalla giurisdizione contabile della Corte dei conti, attraverso il riconoscimento di una consuetudine costituzionale che ne costituirebbe il fondamento (sent. n. 129/1981).
- Autonomia amministrativa: ogni Camera provvede all'organizzazione dei propri uffici amministrativi e all'assunzione dei propri dipendenti di ruolo esclusivamente con concorso pubblico nazionale.
- Inviolabilità della sede: le forze dell'ordine possono accedere all'interno delle sedi del Parlamento solo su decisione dei senatori e deputati questori e mai armati, il che non inibisce, secondo alcuni[N 11], la possibilità di perseguire fatti di reato che fuoriescono dalla esclusiva capacità qualificatoria del regolamento parlamentare.

### Status del parlamentare
La Costituzione descrive lo status parlamentare negli artt. 66, 67, 68 e 69.
Secondo l'art. 66, "Ciascuna Camera giudica dei titoli di ammissione dei suoi componenti e delle cause sopraggiunte di ineleggibilità e di incompatibilità". Si tratta di una funzione giurisdizionale che ciascuna Camera esercita sia attraverso la verifica dei poteri (consolidando o meno l'ammissione dei propri membri), sia nei giudizi sulla sopravvenienza di cause di decadenza.
L'art. 67 (cosiddetto divieto di mandato imperativo) dispone che «ogni membro del parlamento rappresenta la Nazione ed esercita le sue funzioni senza vincolo di mandato», ossia riceve un mandato generale da parte del corpo elettorale, il quale non è suscettibile di iniziative di revoca né da parte dell'ambito territoriale (collegio) che l'ha eletto, né da parte del partito di affiliazione; mandato generale il cui rispetto non può essere sindacato in termini giuridici (così come invece avviene per il mandato previsto dal Codice civile), ma solo (eventualmente) in termini politici, nelle forme e nei modi previsti dalla Costituzione (quindi, principalmente, con le consultazioni elettorali).
Nell'art. 68 trovano espressione, invece, gli istituti dell'insindacabilità e dell'inviolabilità, laddove si prescrive, rispettivamente, che «i membri del Parlamento non possono essere chiamati a rispondere delle opinioni espresse e dei voti dati nell'esercizio delle loro funzioni» e che «senza autorizzazione della Camera alla quale appartiene, nessun membro del Parlamento può essere sottoposto a perquisizione personale o domiciliare, né può essere arrestato o altrimenti privato della libertà personale, o mantenuto in detenzione, salvo che in esecuzione di una sentenza irrevocabile di condanna, ovvero se sia colto nell'atto di commettere un delitto per il quale è previsto l'arresto obbligatorio in flagranza. Analoga autorizzazione è richiesta per sottoporre i membri del Parlamento a intercettazioni, in qualsiasi forma, di conversazioni o comunicazioni e a sequestro di corrispondenza».
Sia l'insindacabilità sia l'inviolabilità non rappresentano prerogative del singolo parlamentare, ma sistemi di tutela della libera esplicazione delle funzioni del Parlamento, contro indebite ingerenze da parte della magistratura (ma costituiscono anche il portato del talora minaccioso passato in cui la magistratura non costituiva un autonomo potere, ma era sottoposta al governo).
Per ciò che, in particolare, concerne l'insindacabilità, essa consiste nell'irresponsabilità penale, civile, amministrativa e disciplinare per le opinioni espresse dai membri delle Camere nell'esercizio delle loro funzioni. Particolarmente controversa è l'interpretazione concernente questa disposizione: quando un'opinione è espressa nell'esercizio delle funzioni parlamentari? Il contenzioso costituzionale al riguardo ha dato modo alla Corte costituzionale di precisare la distinzione tra attività politica e attività istituzionale del parlamentare e, anche con riguardo a quest'ultima, tra attività insindacabile e attività sindacabile in quanto lesiva di altri principi o diritti costituzionali.
L'inviolabilità, invece, rappresenta il residuo derivante dalla riforma operata con legge costituzionale n. 3 del 1993, che ha cancellato il precedente istituto dell'autorizzazione a procedere nel caso di condanna con sentenza definitiva.

### Indennità parlamentare
Infine, a norma dell'art. 69, «i membri del Parlamento ricevono una indennità stabilita dalla legge»: ribaltando l'opposto principio enunciato dallo Statuto albertino, si afferma la necessità (e irrinunciabilità) dell'indennità, da intendersi strettamente collegata con l'art. 3 (principio di eguaglianza) e con il sopra richiamato art. 67 (divieto di mandato imperativo).

### Autodichia
Secondo l'istituto dell'autodichìa, come riconosciuto dalla sentenza n. 262/2017 della Corte costituzionale, le controversie relative allo stato giuridico ed economico dei dipendenti delle Camere e degli altri organi costituzionali italiani sono riservate agli organi di giustizia interni: per la sentenza n. 262, l'autodichia riflette l'autonomia normativa degli organi costituzionali; in altri termini, laddove la legge non sia espressamente richiamata da decisioni degli organi interni, competenti a disciplinare la vita delle Camere, ad essa sarebbe inibito di disciplinare automaticamente il rapporto di lavoro dei dipendenti.
Un'ulteriore conseguenza è quella secondo cui la disciplina retributiva dei dipendenti sfugge – laddove non espressamente richiamata dalla regolamentazione interna, soggetta peraltro ad apposite procedure di negoziazione sindacale – alla normativa di diritto comune dei “tetti retributivi” imposti (a partire dal secondo governo Prodi (2006-2008) e dal governo Monti (2012), fino al decreto n. 66/2014 del governo Renzi) per la generalità del pubblico impiego e per i contratti individuali con società partecipate pubbliche.
Uno dei "paletti" contenuti nella sentenza n. 262/2017 rende invece impossibile l'estensione dell'autodichia dalle questioni retributive dei dipendenti a quelle degli appalti, forniture e affitti.

## Funzioni
Alle due Camere spettano la funzione legislativa, di revisione costituzionale, di indirizzo, di controllo e di informazione nonché altre funzioni normalmente esercitate da altri poteri: ovvero la funzione giurisdizionale e la funzione amministrativa.

### Funzione legislativa
Il sistema parlamentare Italiano si caratterizza per il bicameralismo perfetto: nessuna camera può vantare una competenza che non sia anche dell'altra camera.
Dai lavori preparatori dell'Assemblea costituente si evince che una delle principali ragioni del bicameralismo era quella secondo cui il Senato avrebbe potuto svolgere la funzione di "camera di raffreddamento" presente in altri ordinamenti. Infatti, i limiti di età per l'elettorato attivo e passivo sono più stringenti al Senato che alla Camera (v. infra) ed è previsto un nucleo, ancorché minimo, di senatori a vita non elettivi.
In ciascuna camera del Parlamento, i soggetti preposti possono presentare un progetto di legge. La camera, quindi, incarica le commissioni competenti di discutere le materie trattate nel disegno di legge. Trovato l'accordo e approvato il testo in commissione, il testo viene presentato in aula, discusso e infine votato dall'assemblea. Il testo, se approvato, viene trasmesso all'altra camera del Parlamento, che ripete la medesima procedura.
La legge viene considerata approvata se entrambi i rami del Parlamento hanno approvato lo stesso identico testo, altrimenti il testo continua ad essere discusso e votato, se ritenuto valido, oppure accantonato.
Il procedimento legislativo per le leggi e gli atti con forza di legge è quindi obbligatoriamente (o necessariamente) bicamerale, prevede che entrambe le camere rappresentative approvino lo stesso testo di legge, secondo le procedure richieste dal dettato costituzionale. Il procedimento può essere così schematizzabile:
L'iniziativa spetta al governo, ai singoli parlamentari (che devono presentare la proposta di legge alla loro Camera d'appartenenza), ai cittadini (che devono presentare una proposta formulata in articoli e accompagnata dalle firme di 50.000 elettori), ai singoli Consigli regionali e al C.N.E.L. (Consiglio nazionale dell'economia e del lavoro).
L'iniziativa, una volta pervenuta a una delle due Camere, deve essere assegnata a una commissione competente per materia perché svolga una preliminare attività istruttoria (avvalendosi anche dei pareri formulati da altre commissioni, e in particolare dalle cosiddette «commissioni filtro»).
A questo punto, il procedimento può seguire due strade diverse. Nel procedimento normale la commissione competente si riunisce in sede referente e, formulata una relazione e nominato un relatore, trasmette la competenza alla formulazione e all'approvazione del testo all'assemblea. Il tutto deve avvenire in non più di 4 mesi alla Camera e di 2 mesi al Senato. Una volta approdato in una Camera avviene la discussione generale, cui segue l'esame e il voto articolo per articolo, le dichiarazioni di voto e in ultimo la votazione generale, che normalmente avviene e in modo palese (il voto segreto è previsto per materie che implicano scelte dettate dalla coscienza individuale). Se il progetto ottiene la votazione positiva di una Camera, passa all'altro ramo del parlamento che la deve votare senza ulteriori modifiche. In caso di modifiche il testo ritorna all'altra Camera, che lo deve riapprovare. Se il testo ripete questo procedimento più volte si parla di "navette" o palleggiamento.
Questa procedura è obbligatoria per i disegni di legge in materia costituzionale ed elettorale e per quelli di delegazione legislativa, di autorizzazione a ratificare trattati internazionali, di approvazione di bilanci e consuntivi (art. 72 Cost.). In tutte le altre ipotesi, si potrà avere una procedura speciale (o procedura legislativa decentrata): la commissione permanente potrà riunirsi in sede redigente (sarà di competenza dell'assemblea, cioè, la sola approvazione finale) oppure deliberante o legislativa (l'intero iter parlamentare si svolge in seno alla commissione), fatta salva in entrambi i casi la possibilità per 1/10 dei membri della Camera che sta procedendo, 1/5 dei membri della commissione o per il governo di chiedere il ritorno alla procedura normale.
Procedure particolari sono previste per la conversione di decreti legge, la legge annuale comunitaria, i documenti appartenenti alla manovra finanziaria annuale – la legge di bilancio, la relativa legge di stabilità (la ex legge finanziaria) e disegni di legge collegati – la legge annuale di semplificazione e altre leggi di cui si decide l'urgenza.
Approvato lo stesso testo in entrambi i rami del Parlamento, questo verrà trasmesso al presidente della Repubblica, perché entro un mese provveda alla promulgazione, salva la possibilità di chiedere alle Camere, con messaggio motivato, una nuova deliberazione (ipotesi nella quale la promulgazione è atto dovuto). Una volta promulgata, la legge sarà quindi pubblicata – a cura del ministro della giustizia – sulla Gazzetta Ufficiale ed entrerà in vigore dopo il periodo di vacatio legis (15 giorni, a meno che non sia altrimenti stabilito).

#### Procedura legislativa costituzionale
La rigidità della costituzione è garantita dalla predisposizione di organi e misure di controllo attraverso i quali si apportano le modifiche che il tempo o i cambiamenti sociopolitici rendono indispensabili. In questo consiste la funzione di revisione costituzionale.
Questo processo (secondo l'art. 138 della costituzione italiana) si articola in due possibili fasi: la prima in cui le camere procedono a una votazione parlamentare attraverso una doppia delibera; se in entrambe le camere la votazione positiva è superiore ai 2/3 la revisione è passata e viene direttamente mandata al presidente della repubblica per la promulgazione, in caso si raggiungesse una maggioranza assoluta ma non superiore ai 2/3 si prevede che alcuni soggetti, 1/5 dei componenti di ciascuna camera, 5 consigli regionali, e 500 000 elettori, possono richiedere di sottoporre a votazione elettorale il testo votato in parlamento. Tale referendum definito costituzionale può essere esercitato nei 3 mesi successivi alla pubblicazione nella gazzetta ufficiale ai fini notiziari del testo della deliberazione legislativa.
Il primo referendum di questo tipo si è tenuto il 7 ottobre 2001, e ha registrato la conferma – da parte del corpo elettorale – della legge costituzionale n. 3 del 2001. Inoltre doppia delibera da parte delle camere avviene attraverso un esame incrociato, cioè una volta approvata in prima lettura da una camera, la legge viene trasmessa all'altra senza la seconda deliberazione della prima; in seconda lettura difatti si procede con solo una votazione finale senza la possibilità di introdurre emendamenti.
L'art. 139 della costituzione stabilisce l'unico vero limite espresso nell'esercizio del potere di revisione costituzionale e consiste nella forma repubblicana dello Stato. Sussistono inoltre altri limiti considerati impliciti cioè non vengono modificati gli articoli che contengono i princìpi supremi dello Stato nonché i valori su cui si fonda la costituzione italiana (sovranità popolare, unità e indivisibilità dello Stato).

### Funzione di controllo e indirizzo politico
Il parlamento, oltre alla funzione legislativa, esercita anche funzioni di controllo sul governo e funzioni di indirizzo politico.
La funzione di controllo si esplica in interpellanze e interrogazioni. Le interrogazioni consistono in una domanda scritta dove si chiede al governo se un determinato fatto sia vero, se ne è a conoscenza e se saranno presi provvedimenti, la risposta può essere data dal ministro (relativo a quell'argomento), dal presidente del consiglio o da un sottosegretario per scritto o oralmente durante l'assemblea. L'interrogante può replicare per dichiarare se è soddisfatto o meno della risposta. Infine, nelle interpellanze il fatto è dato per noto, si chiedono i motivi della condotta del governo e gli intendimenti futuri, il tutto avviene per iscritto. Se l'interpellante non è soddisfatto della risposta, può presentare una mozione e promuovere una discussione.
La funzione di indirizzo politico, invece, si concretizza nel rapporto fiduciario che deve sussistere tra Parlamento e Governo, oggettivizzato nella mozione di fiducia, nella questione di fiducia e nella mozione di sfiducia (che può essere rivolta all'intero governo oppure anche a un singolo ministro). Altri strumenti di indirizzo politico sono le mozioni, le risoluzioni e gli ordini del giorno di istruzione al governo.
Una profonda integrazione tra funzione legislativa, funzione di controllo e funzione di indirizzo si registra, infine, negli atti che vengono svolti nella cosiddetta sessione di bilancio, e che vanno dall'approvazione DPEF del documento di programmazione economica e finanziaria all'approvazione della legge finanziaria e dei bilanci.

### Funzione di inchiesta
A norma dell'art. 82 della Costituzione, «ciascuna Camera può disporre inchieste su materie di pubblico interesse. A tale scopo nomina fra i propri componenti una commissione formata in modo da rispecchiare la proporzione dei vari gruppi». Il Parlamento, ossia, per adempiere alla sua funzione di organo attraverso il quale si esercita in forma ordinaria la sovranità popolare, può adottare penetranti strumenti conoscitivi e coercitivi (gli stessi poteri dell'autorità giudiziaria) per sottoporre all'esame proprio – e di conseguenza del popolo sovrano – fatti e argomenti su cui sia particolarmente viva l'attenzione sociale.

## Parlamento in seduta comune
Il Parlamento si riunisce in seduta comune nei soli casi stabiliti dalla Costituzione.
La riunione ha luogo presso gli uffici della Camera dei deputati a Palazzo Montecitorio e l'assemblea è presieduta dal presidente della Camera con il proprio ufficio di presidenza (art. 63 Cost.). Del resto, quando si trattò di scrivere l'articolo 55 della Costituzione, nonostante la prima idea di una terza Camera giuridicamente indistinta dalle altre due (idea in seguito scartata), i costituenti diedero il potere al solo presidente della Camera di presiedere il Parlamento in seduta comune per stabilire equilibrio con il presidente del Senato, che sostituisce il presidente della Repubblica nel caso questi non possa adempiere alle sue funzioni.
In dottrina ci sono dibattiti circa la possibilità che le Camere in seduta comune possano darsi autonome norme regolamentari. La maggior parte della dottrina è di opinione favorevole, supportata anche dal regolamento del Senato (art. 65) che esplicitamente prevede tale ipotesi.
Il Parlamento in seduta comune si riunisce:
1. con la partecipazione dei rappresentanti delle regioni, per l'elezione del presidente della Repubblica. Nei primi tre scrutini è richiesta la maggioranza dei due terzi degli aventi diritto al voto, nei successivi la maggioranza assoluta (art. 83 Cost.)[19];
2. per assistere al giuramento di fedeltà alla Repubblica e di osservanza della Costituzione del presidente della Repubblica (art. 91 Cost.);
3. per l'elezione di un terzo dei membri (otto) del Consiglio superiore della magistratura (art. 104 Cost.) Il quorum richiesto è la maggioranza dei tre quinti dell'assemblea nei primi due scrutini, la maggioranza dei tre quinti dei soli votanti nei successivi;[20]
4. per la messa in stato di accusa del presidente della Repubblica, a maggioranza assoluta (art. 90 Cost.);
5. per l'elezione di un terzo dei membri (cinque giudici) della Corte costituzionale (art. 135 Cost.). Il quorum è la maggioranza dei due terzi nei primi tre scrutini, la maggioranza dei tre quinti nei successivi[21];
6. per la compilazione di un elenco di 45 cittadini fra i quali estrarne a sorte sedici, che integreranno la Corte costituzionale nei giudizi d'accusa contro il presidente della Repubblica (il quorum richiesto è il medesimo di quello previsto per l'elezione dei giudici costituzionali) (art. 135 Cost.).

## Convocazione straordinaria delle Camere
Ciascuna Camera può essere convocata in via straordinaria per iniziativa del suo Presidente o del Presidente della Repubblica o di un terzo dei suoi componenti. Quando si riunisce in via straordinaria una Camera, è convocata di diritto anche l'altra.
Fino a oggi, le Camere sono state convocate in via straordinaria solamente quattro volte (1968, 1979, 1992, 2005).

## Statistiche e primati
- Giulio Andreotti (1919-2013) è stato il parlamentare in carica per più tempo: è stato sempre presente in Parlamento dall'Assemblea Costituente nel 1946 fino alla morte, avvenuta durante la XVII legislatura, per un totale di quasi 67 anni da parlamentare, passati dal 1946 al 1991 alla Camera dei Deputati con la Democrazia Cristiana e dal 1991 fino alla morte a Palazzo Madama come Senatore a vita.
- Luca Boneschi (1939-2016) è stato il parlamentare in carica per meno tempo, infatti è stato eletto il 12 maggio 1982 nella VIII legislatura con il Partito Radicale e si è dimesso il giorno dopo l'elezione.[22]
- Enzo Lattuca (nato nel 1988) è stato il parlamentare più giovane alla data di elezione, essendo stato eletto con il Partito Democratico nella XVII legislatura nel 2013 all'età di 25 anni e 15 giorni al momento del voto (l'articolo 56, comma 3 della Costituzione italiana prevede infatti che "Sono eleggibili a deputati tutti gli elettori che nel giorno delle elezioni hanno compiuto i venticinque anni di età").
- Sergio Zavoli (1923-2020) è stato il parlamentare più anziano alla data di elezione, essendo stato eletto per l'ultima volta con il Partito Democratico nella XVII legislatura nel 2013, all'età di 89 anni e 157 giorni al momento del voto.
- Giuseppe Alessi (1905-2009) è stato il deputato della Repubblica Italiana che è vissuto più a lungo, essendo morto a 103 anni, ed è il secondo parlamentare italiano che è vissuto più a lungo, superato solo dal senatore del regno Giovanni Battista Borea d'Olmo (1831-1936), che morì pochi giorni dopo aver compiuto 105 anni.
- Mercedes Lourdes Frias, eletta nella XV legislatura con il Partito della Rifondazione Comunista, è stata la prima persona nera a far parte della Camera.
- Vladimir Luxuria, anch'essa eletta nella XV legislatura con il PRC, è stata la prima persona transgender a far parte della Camera.
- Toni Iwobi, eletto nella XVIII legislatura con la Lega, è stata la prima persona nera a far parte del Senato.

## Riferimenti normativi
- Costituzione della Repubblica Italiana.

### Annotazioni
1. ↑  Come Parlamento del Regno di Sardegna.
2. 1 2  Come Parlamento del Regno d'Italia.
3. ↑  Legalmente il Senato del Regno fu soppresso solo il 7 novembre 1947, anche se non era più operativo dal 25 luglio 1943
4. ↑  Nel dettaglio la I legislatura vide 574 deputati e 343 senatori, la II legislatura 590 deputati e 237 senatori e la III vide 596 deputati e 246 senatori.
5. ↑  In base al dettato costituzionale (art. 59, co. 1), il numero dei senatori di nomina presidenziale era pari a cinque, cui si aggiungevano gli ex presidenti della Repubblica. A lungo è prevalsa l'interpretazione secondo cui cinque era il numero dei senatori a vita contemporaneamente in carica, non dei senatori a vita che ciascun presidente della Repubblica poteva nominare. Tale interpretazione è stata accantonata durante le presidenze di Sandro Pertini e Francesco Cossiga, i quali hanno provveduto ciascuno alla nomina di cinque senatori a vita, in aggiunta a quelli superstiti nominati dai presidenti precedenti. Solo con Oscar Luigi Scalfaro si è tornati all'interpretazione restrittiva originaria.
6. ↑  Dal 1992 la limitazione del semestre bianco è sospesa qualora gli ultimi sei mesi della legislatura coincidono anche parzialmente con gli ultimi sei mesi del mandato presidenzale.
7. ↑  Secondo l'articolo 64, comma 3 della Costituzione, ogni seduta e ogni deliberazione di ciascuna Camera e del Parlamento, non è valida se non è presente la maggioranza dei componenti. Ciò significa che il numero legale della seduta si raggiunge con la partecipazione alla stessa della metà più uno degli appartenenti alla Camera o al Senato.
8. ↑  Secondo l'articolo 64 comma 3 della Costituzione, ogni deliberazione di ciascuna Camera e del Parlamento, per essere valida deve essere votata dalla metà più uno dei presenti, ossia deve ottenere una maggioranza semplice, salvo che la Costituzione in particolari casi o materie non indichi che sia necessario raggiungere una maggioranza qualificata. Per il calcolo del quorum per le deliberazioni, i regolamenti interni delle due Camere applicano due diversi sistemi: alla Camera, il comma 1 dell'articolo 48 del regolamento prevede che "le deliberazioni dell'Assemblea e delle Commissioni sono adottate a maggioranza dei presenti" mentre il comma 2 sancisce "sono considerati presenti coloro che esprimono voto favorevole o contrario" gli astenuti dunque non sono computati ai fini del numero legale; diversamente, al Senato, l'art. 107 del regolamento del senato prevede che "ogni deliberazione del Senato è presa a maggioranza dei Senatori che partecipano alla votazione" pertanto gli astenuti sono inseriti tra i voti per il calcolo del quorum.
9. ↑  Fino ai regolamenti parlamentari del 1971, questa modalità era in automatico applicata all'Assemblea di ciascuna delle due Camere quando discutevano il bilancio interno: in tal caso si denominavano riunioni "in comitato segreto".[2]
10. ↑  La possibilità del Parlamento di produrre norme diverse, per sé stesso, decidendo se e quali leggi esterne applicare, è messa dalla sentenza n. 267 del 2017 della Corte costituzionale in relazione con l'autodichia, che ne costituirebbe un "razionale" svolgimento; v. anche Corte di Cassazione, sezione VI, sentenza 1º febbraio 2016, n. 4126, secondo cui "i regolamenti dei gruppi parlamentari ed in particolare dei gruppi misti prevedono di regola per le operazioni di liquidazione del patrimonio del gruppo sciolto siano nominati dei “commissari liquidatori” (...), quale espressione dell'autodichia riconosciuta alle assemblee parlamentari".
11. ↑  v. annuncio del 6 novembre 2014 del sen. Enrico Buemi in ordine ad un esposto alla Procura della Repubblica del Tribunale di Roma "per i provvedimenti di competenza relativi ai fatti che si sono verificati nella seduta pomeridiana del 5 novembre 2014" nell'aula del Senato:  avantionline.it, novembre 2014,  https://web.archive.org/web/20141109041144/http://www.avantionline.it/2014/11/esposto-di-buemi-contro-il-senatori-grillini/#.VF0OO77OS0Q (archiviato dall'url originale il 9 novembre 2014).
12. ↑  Si tratta di un ribaltamento che riporta la democrazia dei moderni ad un istituto già esistente nell'antichità ateniese.[6]
13. ↑  Si tratta della cosiddetta autocrinìa, cioè sottrazione degli organi costituzionali alla legge ordinaria, sottrazione della quale l'autodichia è la "razionale" espressione processuale.[7]

### Riferimenti
1. ↑  Si tratta di disposizioni che fondano regolamenti minori, i quali sono stati impugnati per conflitto di attribuzioni dalle sezioni unite civili della Corte di cassazione: v. Corte costituzionale, Ricorso per conflitto di attribuzione 16 luglio 2015 n. 1.
2. ↑   Sabino Labia, I Vitalizi degli Onorevoli: storia di un privilegio, su panorama.it, Panorama, 21 maggio 2015.
3. ↑  Borsi, p. 9.
4. ↑  "Deve ritenersi sempre soggetto a verifica il fondamento costituzionale di un potere decisorio che limiti quello conferito dalla Costituzione ad altre autorità. L’indipendenza delle Camere non può infatti compromettere diritti fondamentali, né pregiudicare l’attuazione di principi inderogabili" (par. 4.4 del Considerato in diritto della sentenza n. 120 del 2014 della Corte costituzionale della Repubblica italiana).
5. ↑  Il Comitato per la legislazione della Camera dei deputati ha "ricordato che la materia del trattamento previdenziale dei deputati e dei senatori è stata finora disciplinata dai regolamenti parlamentari e dalle determinazioni dei rispettivi Uffici di presidenza e preso atto che, nel caso di approvazione della proposta di legge in titolo, per la prima volta, la materia risulterebbe disciplinata con legge ordinaria" v. Relazione sull'A.C. 3225 ED ABB.-A/R, pp. 9-10. In proposito, parla di "comode certezze dell'autodichia" Giampiero Buonomo, Un sistema a due incognite: autodichia e procedura parlamentare, Forum di Quaderni costituzionali, 13 settembre 2017, p. 6.
6. ↑   Luciano Canfora, Canfora: eppure sappiamo così poco del teatro antico, su Fondazione INDA, 5 maggio 2015.
«il salario, equivalente a quello di un operaio, per chi ricopriva una carica pubblica, in particolare per chi siede in tribunale, era la vera garanzia della democrazia ateniese. Abrogarlo significò espellere dalla vita pubblica un intero gruppo sociale.»
7. ↑   Marco Maria Carlo Coviello, L’artificiale specialità dell’autodichia, su Filodiritto, 27 maggio 2014 (archiviato dall'url originale l'11 settembre 2014).
8. ↑  (EN) High-class errand boys, su economist.com, Economist, 9 agosto 2014.
«The justification for all this is a word, ‘autodichia’, the doctrine that says parliament should have total freedom to manage itself so it does not come under pressure from the government,” says Sergio Rizzo, co-author of “La Casta”»
9. ↑   Sergio Rizzo, Alle Camere privilegi ormai intollerabili. Ma a sforbiciare devono essere anche le Regioni. Quella vecchia impalcatura di "benefici" va smantellata, su Corriere della Sera, 26 luglio 2014 (archiviato dall'url originale il 19 settembre 2016). Ospitato su Sivempveneto.
10. ↑   Raffaele Sardella,, La Camera delle meraviglie, su lumsanews.it, 13 giugno 2014 (archiviato dall'url originale il 16 settembre 2016).
11. ↑   Valentina Santarpia, Perotti: «Riforme di Renzi superficiali e fatte in fretta», su #Corrierelive, 19 settembre 2016.
12. ↑   Corte costituzionale * Autodichia: I paletti dela consulta nella sentenza depositata oggi, su Opinione, 13 dicembre 2017 (archiviato dall'url originale il 22 dicembre 2017).
13. ↑   Affitti d'oro Camera dei Deputati. Bernardini e Testa. Polemica inutile, per recedere dai contratti basta applicare l'articolo 3 del decreto Monti, su autodichia.blogspot.it, 23 dicembre 2013.
14. ↑  D. Argondizzo, Il sistema elettorale del Senato italiano nel dibattito all'Assemblea Costituente, in «Quaderni dell'Osservatorio Elettorale», Regione Toscana - Giunta Regionale, n. 62, 2009; anche in «Astrid Rassegna», n. 114 (9/2010).
15. ↑  Costantino Mortati, Le forme di governo. Lezioni, Padova, Cedam, 1973: si fa l'esempio del Senato USA, chambré de rèflexion contro scelte avventate dell'altra Camera e, soprattutto, della Presidenza degli Stati Uniti.
16. ↑   Commissioni "filtro" (PDF), su forumcostituzionale.it.
17. ↑   Esame parlamentare dei documenti finanziari in sessione di bilancio, su academia.edu.
18. ↑  Paolo Caretti e Ugo De Siervo, Istituzioni di diritto pubblico, Torino, Giappichelli Editore, pag. 239. Nel medesimo capitolo, gli autori sottolineano come l'Assemblea costituente avesse discusso la possibilità di fornire a tale organo dei poteri più ampi. Tale proposta fu accantonata in un'ottica di mantenimento della passata struttura bicamerale.
19. ↑  Paolo Armaroli, Dopo l'elezione di Pertini: IL PARLAMENTO IN SEDE ELETTORALE: PROBLEMI E PROSPETTIVE, Il Politico, Vol. 43, No. 3 (SETTEMBRE 1978), pp. 496-525.
20. ↑  art. 22 legge 24 marzo 1958, n. 195
21. ↑  art.3 legge costituzionale 22 novembre 1967, n. 2